# Klaster LifeScience Kraków
Klaster LifeScience Kraków powstał w 2006 r. jako sieć współpracy instytucji i firm z makroregionu Polski Południowej, które połączyły wspólne cele i wizja rozwoju ekosystemu innowacji w obszarze biotechnologii i life science:
- Tworzenie sieci współpracy w obszarze Life Science, umożliwiającej efektywne połączenie i wykorzystanie istniejącego w tym obszarze potencjału osób, przedsiębiorstw, uczelni wyższych, jednostek naukowo-badawczych, instytucji otoczenia biznesu oraz władz lokalnych i regionalnych.
- Wspieranie przedsiębiorczości i innowacyjności w obszarze life science oraz tworzenie warunków dla skutecznej komercjalizacji wyników prac badawczych i rozwojowych
- Łączenie i rozwijanie zasobów oraz kompetencji z obszaru life science w celu efektywnego wykorzystywania zarówno istniejących możliwości, jak i szans związanych z rozwojem innowacyjnej gospodarki opartej na wiedzy.

Od 21 października 2016 roku, Klaster LifeScience Kraków posiada status Krajowego Klastra Kluczowego.

## Inicjatywa Klastra
Inicjatywę Klaster LifeScience Kraków tworzą podmioty należące zgodnie z kryterium działalności podstawowej do 6 „grup interesów”:
1. Przedsiębiorstwa (BioF) – działalność innowacyjna w obszarze life science i biotechnologii
2. Podmioty Otoczenie Biznesu (Biz)– działalność pomocnicza w sektorze otoczenia biznesu
3. Jednostki Ochrony Zdrowia (Med) – usług medyczne i ochrona zdrowia
4. Instytuty Badawczo-Rozwojowe (B&R)– działalność w sektorze badań rozwojowych
5. Podmioty związane z Edukacją (Edu) – działalność w zakresie nauki i edukacji
6. Administracja (Gov) – władze samorządowe i regionalne

Działalność w ramach Klastra LifeScience Kraków obejmuje dwa współzależne łańcuchy wartości, wywodzące się z dziedziny biotechnologii i nauk o życiu:
1. Produkty i Technologie Dla Zdrowia i Jakości Życia, obejmujący badania nad lekami, diagnostykę medyczną, e-zdrowie i telemedycynę, technologie terapeutyczne i urządzenia medyczne, produkty lecznicze i wyroby medyczne (kosmetyczne).
2. Produkty i Technologie dla zrównoważonego rozwoju i bioekonomii, obejmujący nowoczesne – zrównoważone rolnictwo, zdrową żywność i żywienie, środowisko oraz biogospodarkę.

## Krajowy Klaster Kluczowy
Od 21.10.2016 r. Klaster LifeScience Kraków posiada status Krajowego Klastra Kluczowego. W 2022 r. status został odnowiony na kolejne 3 lata, czyli do 17.12.2025 r. i tym samym Klaster LSK utrzymał się w gronie 20 elitarnych klastrów strategicznych, które mają duże znaczenie dla rozwoju polskiej gospodarki i są konkurencyjne oraz innowacyjne w aspekcie międzynarodowym.

## Fundacja
Koordynatorem przedsięwzięcia jest Fundacja Klaster LifeScience Kraków powołana w 2013 r., jako samodzielny i niezależny podmiot dedykowany rozwojowi Klastra. Działania Fundacji skupiają się na celach określanych z perspektywy (a) Bio-Regionu oraz (b) Partnerów Klastra. Fundacja jest narzędziem umożliwiającym Partnerom Klastra zwiększenie efektywności działania, a władzom samorządowym efektywną realizację sektorowej polityki rozwoju gospodarki opartej na wiedzy.
Misją Fundacji jest:
1. Tworzenie sieci współpracy w obszarze life science, umożliwiającej efektywne łączenie i wykorzystywanie potencjału indywidualnych osób oraz instytucji – przedsiębiorstw, uczelni wyższych, jednostek naukowo-badawczych, otoczenia biznesu oraz władz lokalnych w Małopolsce.
2. Wspieranie przedsiębiorczości i innowacyjności w obszarze life science oraz tworzenie warunków dla skutecznej komercjalizacji wyników prac badawczych uczelni wyższych i jednostek badawczo-rozwojowych.
3. Łączenie i rozwijanie zasobów oraz kompetencji z obszaru life science w celu efektywnego wykorzystywania istniejących możliwości oraz szans związanych z rozwojem innowacyjnej gospodarki opartej na wiedzy.
4. Wspieranie Partnerów Klastra w realizacji ich celów rozwojowych w zakresie produktów, usług i technologii dla zdrowia i jakości życia.

Rola Fundacji definiowana jest na trzech poziomach odniesienia:
- W Regionie: Fundacja aktywnie realizuje założenia polityki rozwoju Regionu Małopolska w obszarze life science i biotechnologii – jest w tym zakresie partnerem i narzędziem władz lokalnych i regionalnych oraz współpracuje z innymi instytucjami i inicjatywami, z którymi możliwa jest realizacja programów w ramach Strategii Rozwoju Regionu Małopolska oraz Regionalnej Strategii Innowacyjności;
- W Polsce: Fundacja jest rozpoznawana i doceniana, jako partner w realizacji polityki państwa w zakresie innowacyjności i przedsiębiorczości oraz jako lider wspólnych przedsięwzięć, których celem jest wzmacnianie i rozwój bio-regionów w Polsce. Współpracuje w tym zakresie z władzami i instytucjami państwowymi oraz z przedstawicielami innych bio-regionów w Polsce, w tym z władzami regionalnymi i instytucjami otoczenia biznesu;
- Globalnie: Fundacja jest rozpoznawana i identyfikowana, jako rzetelny partner w projektach i przedsięwzięciach dotyczących innowacyjności w obszarze life science (od badań po marketing produktów) oraz dotyczących rozwoju współpracy; Głównymi atutami Fundacji w tym kontekście są potencjał i kompetencje Partnerów oraz zorganizowana sieć współpracy w Regionie i w Polsce.

## Partnerzy Klastra[5]
Partnerem Klastra może zostać na zasadach dobrowolności każda firma/instytucja działająca w sektorze life science lub świadcząca usługi dla tego sektora. Lokalizacja firmy nie ma znaczenia, ale ze względu na potrzebę czynnego uczestnictwa w życiu Klastra, dobrze by siedziba lub przedstawicielstwo firmy były w woj. małopolskim lub sąsiadującym.
Partnerzy mogą należeć do 6 grup interesów określając swój poziom zaangażowania poprzez rodzaje członkostwa w kategoriach: Partner zwyczajny lub Partner złoty.
MŚP oraz duże przedsiębiorstwa i instytucje chcące stać się członkiem Klastra muszą prowadzić działalność innowacyjną, której działanie wpisuje się w Inteligentną Specjalizację Małopolski – life science.